# Scapolare

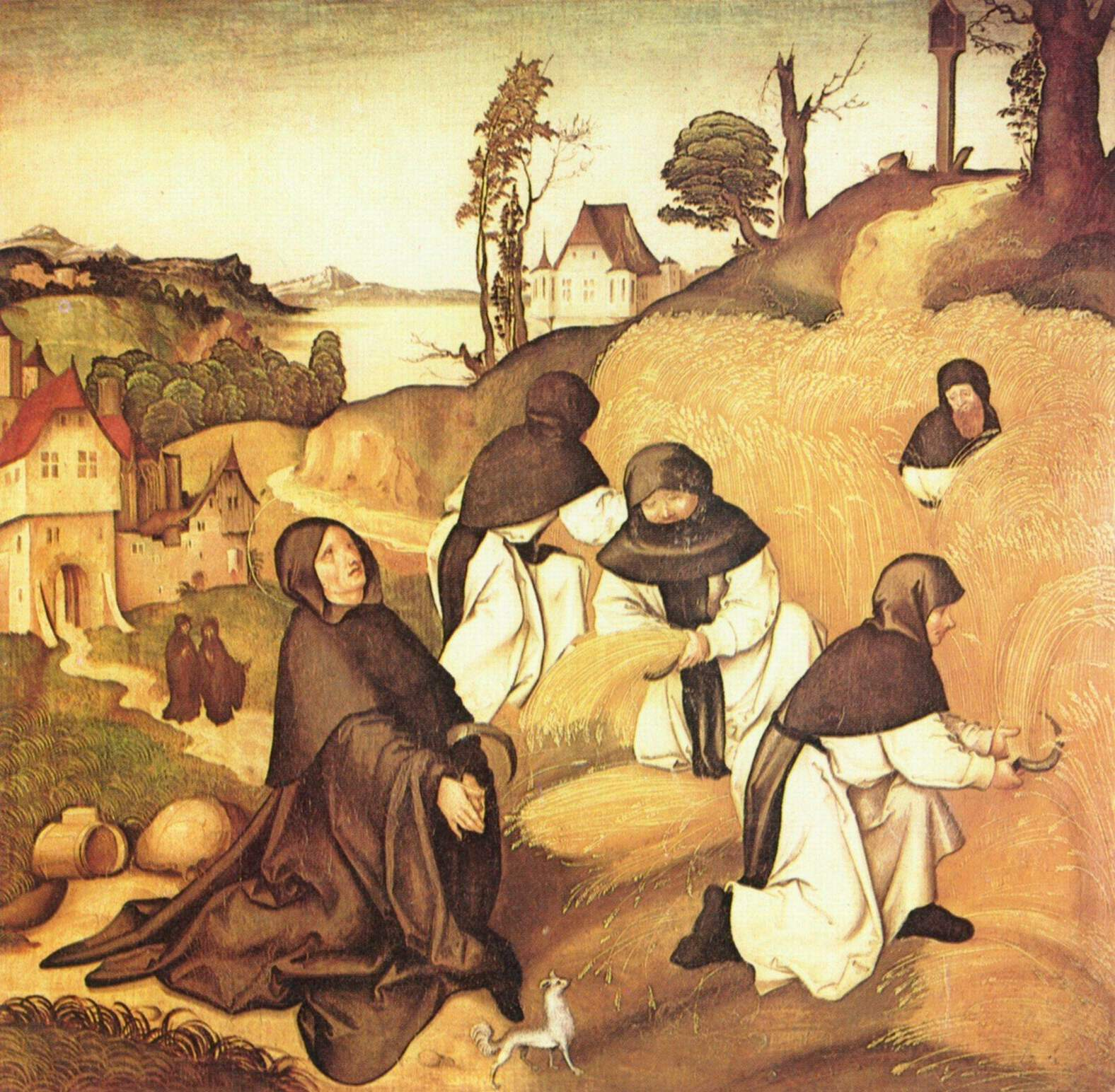
Monaci cistercensi al lavoro nei campi, visibile lo scapolare nero sulla veste bianca

Lo scapolare (dal latino scapula = scapola) era inizialmente una specie di sopravveste indossata dai monaci benedettini per preservare la veste ordinaria durante il lavoro nei campi. In seguito divenne parte dell'abito di diversi ordini monastici, consistente in due strisce di stoffa pendenti dalle spalle, sul davanti e sul dorso, spesso munito anche di cappuccio. Una forma ridotta, cioè due piccoli pezzi di stoffa del colore dell'abito dell'ordine, riuniti da due nastri, viene portato a scopo devozionale. Il più diffuso è quello della Madonna del Carmelo.

## Lo scapolare della Madonna del Carmelo

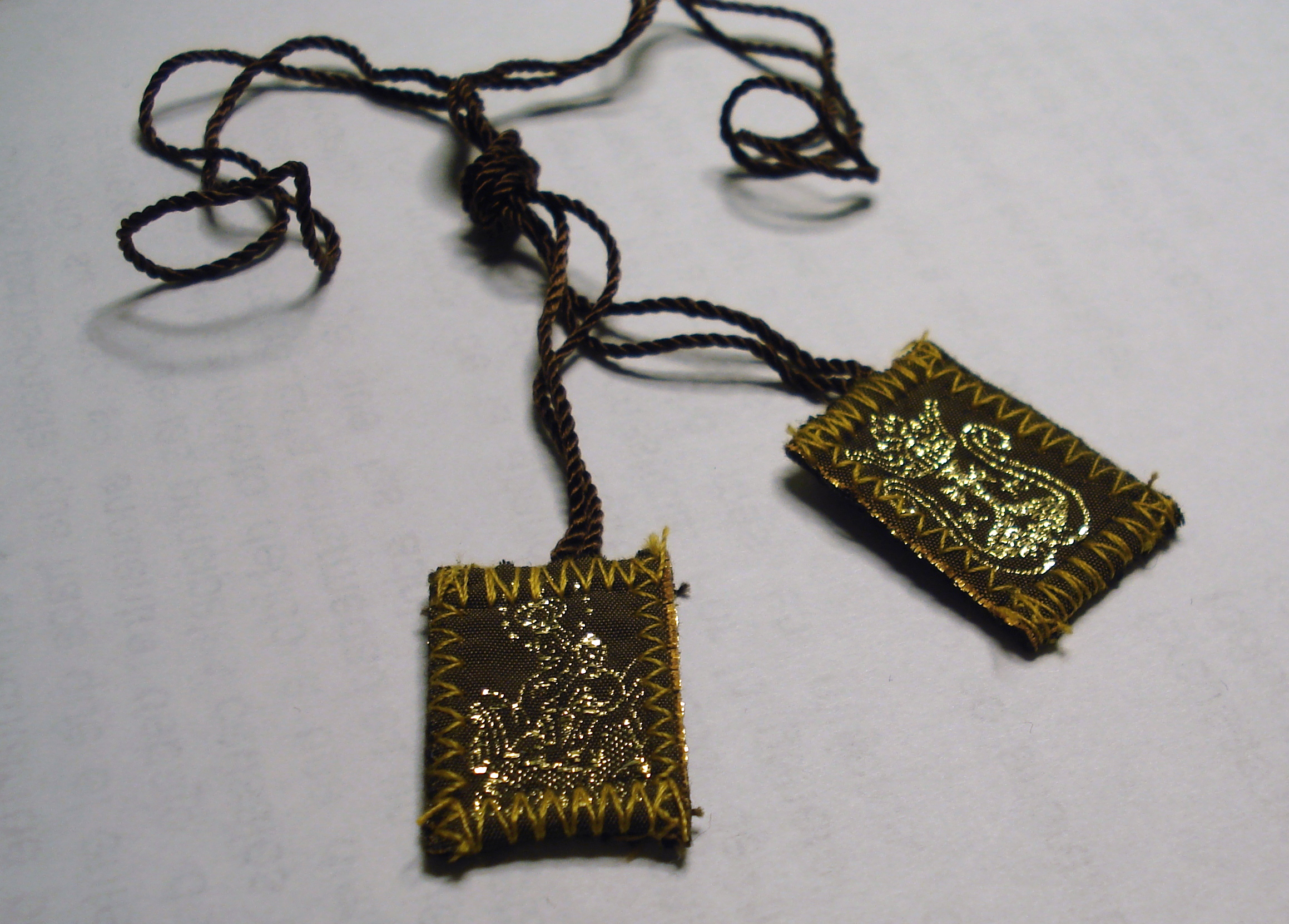
Lo Scapolare di Nostra Signora del Monte Carmelo o Scapolare Marrone, indossato dai laici

La sua origine risale a un'apparizione mariana che avrebbe avuto san Simone Stock, Priore generale dell'Ordine Carmelitano. Il 16 luglio 1251 la Vergine Maria gli sarebbe apparsa mostrandogli uno scapolare e aggiungendo: "Questo sarà il privilegio per te e per i tuoi. Chi ne morirà rivestito si salverà".
La promessa sarebbe stata confermata dalle parole pronunciate dalla Vergine durante un'apparizione a monsignor Jacques Duèse: "Coloro che sono stati vestiti con questo santo abito saranno tolti dal purgatorio il primo sabato dopo la loro morte". Nel 1322 monsignor Duèse, divenuto papa con il nome di Giovanni XXII, chiamò in una bolla questa promessa "Privilegio sabatino".  La festa della beata Vergine Maria del Monte Carmelo fu estesa a tutta la Chiesa cattolica nel 1726 da papa Benedetto XIII, che ne fissò la data al 16 luglio. Dopo la Riforma liturgica è diventata memoria facoltativa. 
Una forma ridotta dello scapolare, chiamata anche abitino, ideata per i laici che siano devoti alla Vergine Maria e frequentatori delle celebrazioni dell'Ordine carmelitano, viene portata a scopo devozionale, ed è oggi un segno approvato dalla Chiesa cattolica. È costituita da due piccoli pezzi di stoffa del colore dell'abito dell'ordine, uniti da nastri e portati sul petto e sulla schiena. Sulla stoffa sono raffigurati Gesù e Maria. Lo scapolare deve essere benedetto da un sacerdote durante la cerimonia di imposizione. Per concessione di papa Pio X, è possibile sostituire lo scapolare di stoffa con una medaglia benedetta che abbia da un lato l'immagine del Sacro Cuore di Gesù e dall'altro quella della Madonna. I frati Carmelitani, ogni mercoledì, celebrano la Messa per coloro che indossano lo Scapolare.

## Altri tipi di scapolare

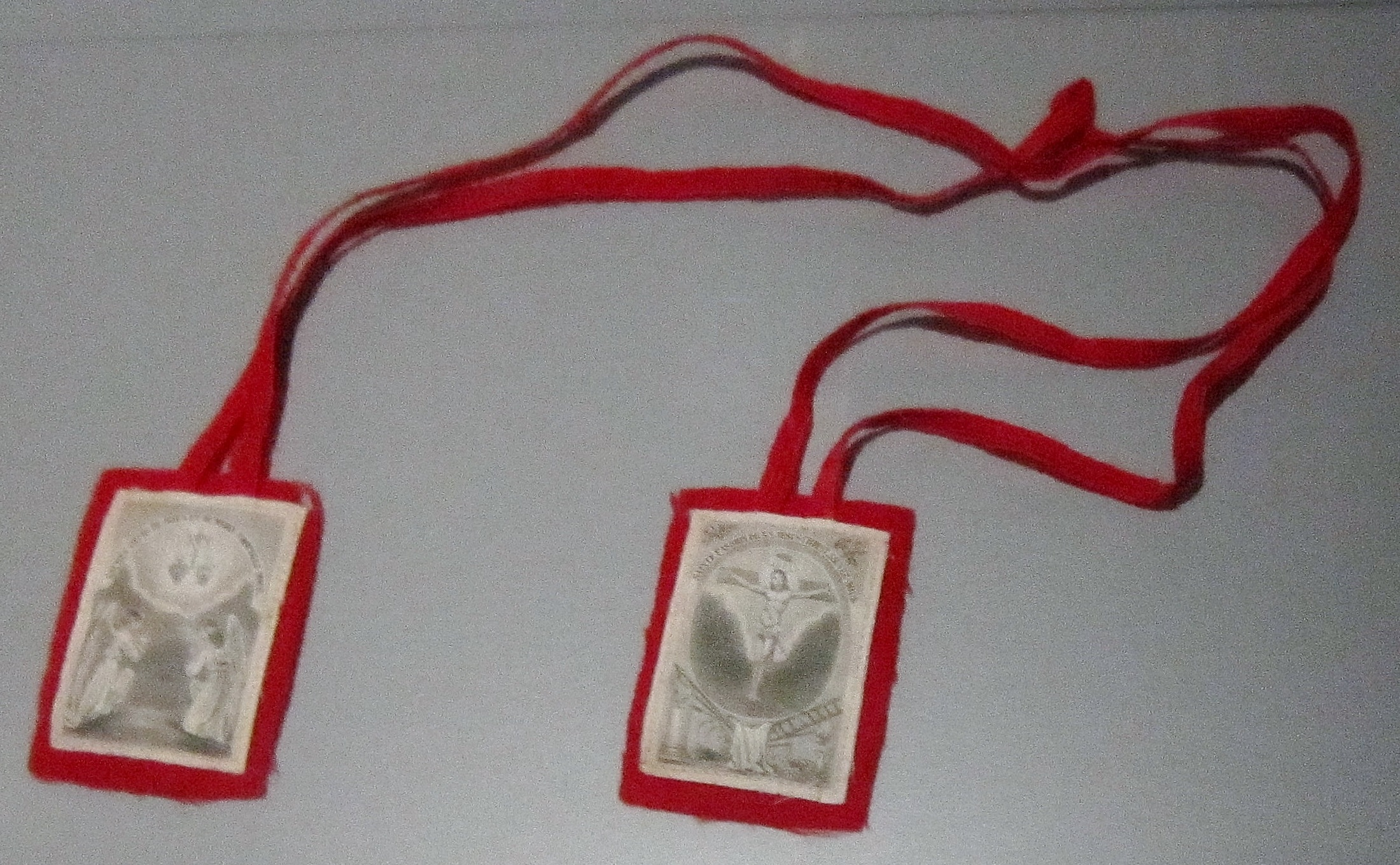
Scapolare del Sacro Cuore di Gesù, Museo della Bretagna, Rennes

Esistono molti tipi di scapolari, i più conosciuti sono quelli:
- dei domenicani (bianco)[11][12]
- di San Francesco
- dei cistercensi (nero)
- dei premostratensi (bianco)
- dei carmelitani (marrone o nero)
- dei mercedari (bianco)
- dei trinitari (bianco con croce rossa e blu)
- della Passione (rosso) (vincenziani)[13]
- della Passione e Croce (nero) (passionisti)
- dell'Addolorata (nero) (Servi di Maria)
- di San Giuseppe
- di San Michele
- di Sant'Antonio
- della Beata Vergine degli Infermi (chierici regolari di San Camillo)
- del Buon Consiglio (agostiniani)
- del Santo Volto
- del Sacro Cuore di Gesù
- dei Sacri Cuori di Gesù e Maria
- di San Benedetto (terziari benedettini)
- San Francesco di Paola
- dell'Immacolata
- del Cuore Immacolato di Maria (Verde)[14]
- del Preziosissimo Sangue
- di San Domenico Savio

Esistono inoltre altri scapolari non ancora approvati o approvati solo dalle autorità ecclesiastiche locali:
- scapolare di benedizione e protezione (Maria Giulia JAHENNY) - Francia
- scapolare di san Nicolas (Gladys Quiroga de Motta) - Argentina
- scapolare di san Charbel